# Дебиоль, Марилин
Марилин Дебиоль (фр. Maryline Desbiolles; род. 1959, Южин, департамент Савойя) — французская писательница.
В 1999 году она удостоена Премии Фемина за роман «Anchise».